# Faubourg
Faubourg kallas på franska historiskt sådan bebyggelse som under medeltiden växte upp längs infartsvägarna till Europas städer och utanför den egentliga (ursprungliga) stadsbebyggelsen, alltså "utanför murarna", "utanför tullarna" och motsvarande.
Sedan dessa faubourgs, alltså förstäder kommit att integreras i respektive stad har uttrycket faubourg levt kvar i namn som till exempel Faubourg Saint-Germain, i Paris.